# 飓风伊莎贝尔对新泽西州的影响
飓风伊莎贝尔对新泽西州的影响造成两人死亡，许多树木倒塌，总体经济损失约5000万美元（2003年美元，相当于8281萬2025年美元）。飓风伊莎贝尔于2003年9月6日在大西洋热带海域的佛得角附近由一股东风波发展而成。系统朝西北方向前进，进入一片水温较高且风切变很弱的环境后稳步加强，于9月11日达到风速每小时270公里的最高强度。经过四天的强度波动后，飓风逐渐减弱，于9月18日在北卡罗莱纳州的外滩群岛以风速每小时165公里的强度登陆。风暴登陆后迅速减弱，于次日在宾夕法尼亚州西部转变为温带气旋。
伊莎贝尔登陆几天前，由于还有几个因素存在变数，所以很难确定飓风的实际动向。由于有计算机模拟预测风暴将在新泽西州登陆，该州的各个部门也全面投入到防灾准备当中。最终这场风暴在该州西南方向350公里外经过，其大规模环流在全州大部分地区产生了热带风暴强度的狂风，刮倒了成百上千的树木和供电线路，导致数十万人家中停电，还有一人被倒下的树木砸死。沿海地区海浪汹涌，还出现了中等强度的风暴潮，有一人淹死，至少有50处沿海地区报告了因这场风暴而导致的海岸侵蚀。

## 防灾措施

飓风伊莎贝尔位于北卡罗莱纳州东南部

飓风伊莎贝尔在北卡罗莱纳州外滩群岛登陆前44小时，美国国家飓风中心向新泽西州小埃格湾（Little Egg Inlet）向南至中大西洋各州近海地区发布了热带风暴观察预警，预警范围还于次日向北延伸至该州屏障岛桑迪胡克（Sandy Hook）。风暴登陆前26小时，观察预警升级为热带风暴警告，美国国家飓风中心于飓风登陆前十小时向新泽西州其他沿海地区发布了热带风暴警告，还曾短暂发布飓风观察预警。伊莎贝尔还位于西部大西洋上空，并达到五级飓风强度时，气象预测部门预计风暴将向西北方向移动，于5天内到达开普梅以南约275公里海域，并且强度仍然属于大型飓风，风速每小时185公里。飓风袭击陆地四天前，至少有一次计算机模拟预测伊莎贝尔将在新泽西州登陆。
报社和电视台在风暴来临数天前派出工作人员驻守新泽西州海岸，提供最新消息和实时信息。许多居民将窗户固定并购买应急救援物资以备不时之需。美国红十字会驻苏塞克斯县分会建议当地高中做好准备，一旦需要对居民进行疏散，学校将作为备用应急避难所使用。多个县的紧急情况协调员都进入警戒状态，不过最终没有发布任何疏散通知。为了应对可能出现的停电情况，新泽西州中央电力和照明公司从其母公司第一能源调来了更多的工作人员。来自各个地区的公共事业职工来到新泽西州协助恢复供电，其中还有些是从加拿大远道而来。
进出新泽西州的多架航班延误或取消，从特拉华州刘易斯到新泽西州开普梅的轮渡服务在风暴期间暂停穿越特拉华湾。大西洋城赌场的工作人员将沙袋放置在海滨大道入口来应对可能出现的沿海洪灾。新泽西公共交通公司的工作人员将客车、铁道和轻轨设备固定，为了确保风暴来袭期间各项服务仍然正常提供，该公司准备了后备发电机、水泵和链锯，还安排了工作人员对列车及其道路进行检查。联邦紧急事务管理局动员并派出由28人组成的城区搜救小组到该州执行可能需要的救援任务。风暴登陆几天前，救世军为可能受到影响的公民准备了食品和其他援助所需用品。新泽西州州长吉姆·麦格瑞维（Jim McGreevey）宣布全州进入紧急状态，这让联邦紧急事务管理局可以对情况有所掌控。

## 影响
伊莎贝尔产生的风暴潮影响了新泽西州沿岸，开普梅的风暴潮有2米高。特拉华河沿岸的潮水更高，伯灵顿县的伯灵顿（Burlington）达到最高的3.2米。风暴距离最近时离该州不到350公里，其外围雨带产生了小雨。开普梅县怀尔德伍德（Wildwood）东南沿海报告的降雨量有33毫米，而该州北部的林肯帕克（Lincoln Park）达到了52毫米。飓风广阔的风场给全州大部分地区带去了中等强度的大风。特拉华湾一个沙洲经历的持续风速为每小时87公里，阵风时速则达到114公里。开普梅报告了热带风暴强度的风速，阵风时速也有98公里，而北部的纽华克出现的阵风时速则为71公里。
飓风伊莎贝尔在新泽西州海岸产生的潮汐略高于正常水平，但海浪很强，开普梅县的野木冠海滩（Wildwood Crest）有一名冲浪者因此丧生。大浪与阵风相结合，给沿海大部分地区造成了中等程度的海岸侵蚀，其中又以朝向东南方向的海滩为主。特拉华河流域和特拉华湾区域没有出现严重的海岸侵蚀，但飓风导致的沿海洪灾冲蚀了一条道路，还摧毁了一套房屋的甲板。开普梅县海岸遭受的侵蚀相对较为严重，大洋城（Ocean City）和阿瓦朗（Avalon）的海滩被冲蚀掉了1.2米厚，多个城市的沙丘流失，鲸滩（Whale Beach）的管袋也直接暴露在外。大西洋县因海浪而产生了轻微的沿海洪灾，造成了少量损失和轻度海岸侵蚀。海洋县南部海滩流失了0.9到1.2米厚的沙子，更北部的地区则只出现了轻微的侵蚀。蒙茅斯县大部分沿海地区报告流失了1.2米厚的沙子，其中尤宁比奇（Union Beach）流失的沙子有465平方米。
伊莎贝尔的大规模环流在全州大部分地区产生了热带风暴强度的狂风，刮倒、刮断了成百上千的树木和供电线路，导致超过38.2万人失去电力供应，是该地区有纪录以来最严重的大规模停电之一。联合县的多条主要街道和多所学校因树木和电线杆倒塌而关闭。米德尔敦（Middletown）有一套房屋因被倒塌的树木砸中而严重受损，哈德逊县也有多辆汽车因被树木砸中受损。恩格尔伍德有一位女性被倒下的树木砸伤，沃伦县独立村（Independence Township）还有一位女性因驾驭时车辆被倒下的树砸中而丧生。東盧瑟福有一幢办公大楼的窗户被风暴带来的狂风吹破，导致两位女性受伤。全州共计遭受的损失达到5000万美元（2003年美元，相当于8281萬2025年美元）。